# Алма (Канзас)
Алма (енгл. Alma) град је у америчкој савезној држави Канзас.

## Демографија
По попису из 2010. године број становника је 832, што је 35 (4,4%) становника више него 2000. године.
| Група             | 2000.       | 2010.       |
| Белци             | 760 (95,4%) | 783 (94,1%) |
| Афроамериканци    | 5 (0,6%)    | 1 (0,1%)    |
| Азијати           | 0 (0,0%)    | 0 (0,0%)    |
| Хиспаноамериканци | 26 (3,3%)   | 31 (3,7%)   |
| Укупно            | 797         | 832         |